# IF Hallby
IF Hallby är en idrottsförening i Jönköping i Sverige. Klubben bildades den 7 april 1929, och sysslade då med fotboll, friidrott, skidor och skridskosport, och klubben blev lagmästare i distriktsmästerskapet i hastighetsåkning på skridskor 1932. 1933 togs handboll upp på programmet och året därefter orientering. Föreningen delade den 1 juni 2001 upp sina sektioner i en alliansförening.
I handboll har laget spelat fyra säsonger i Sveriges högsta division på herrsidan och två säsonger på damsidan.
I fotboll för herrar spelade klubben 19 säsonger i Division III, då Sveriges tredje högsta division, åren 1943-1983.
En viktig samlingsplats för klubben är Hallbystugan, vilken ligger i ett populärt friluftsområde, vid Axamo.
Namnet Hallby är hämtat från Hall i Dunkehalla och By i Bymarken.